# Experimento de materiales de la Estación Espacial Internacional

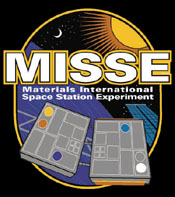
logotipo de MISSE.

El experimento de materiales de la Estación Espacial Internacional (MISSE), del inglés Materials International Space Station Experiment, es una serie de experimentos montado en el exterior de la Estación Espacial Internacional (EEI), que investiga los efectos de la exposición de larga duración de materiales al duro entorno espacial. El proyecto MISSE evalúa el rendimiento, la estabilidad, y la resistencia de larga duración de materiales y componentes que planea usar la NASA, las compañías comerciales y el Departamento de Defensa de los Estados Unidos (DOD) en futuras misiones de órbita baja terrestre (LEO), de órbita síncrona e interplanetarias. La LDEF (Long Duration Exposure Facility), que fue revisada en 1990 después de 68 meses en LEO, reveló que los entornos espaciales son muy hostiles para muchos materiales y componentes de naves espaciales. El oxígeno atómico, que es el elemento más frecuente encontrado en la órbita baja terrestre, es altamente reactivo con los plásticos y algunos metales, causando severas erosiones. Además hay radiación ultravioleta extrema debido a la falta de un filtro atmosférico. Esta radiación deteriora y oscurece muchos plásticos y recubrimientos. El vacío del espacio también altera las propiedades físicas de muchos materiales. Los impactos de micrometeoritos y de basura espacial puede dañar todos los materiales expuestos al espacio. Los efectos combinados de todos esos entornos en las naves espaciales solo se pueden investigar en el espacio. El MISSE evalúa los materiales  que se usan actualmente y los que se usaran en misiones espaciales futuras.
El MISSE es un sucesor directo de los MEEP (Mir Environmental Effects Payloads) que fueron atados durante casi un año al módulo de atraque de la estación espacial MIR entre los vuelos del transbordador STS-76 y STS-86.

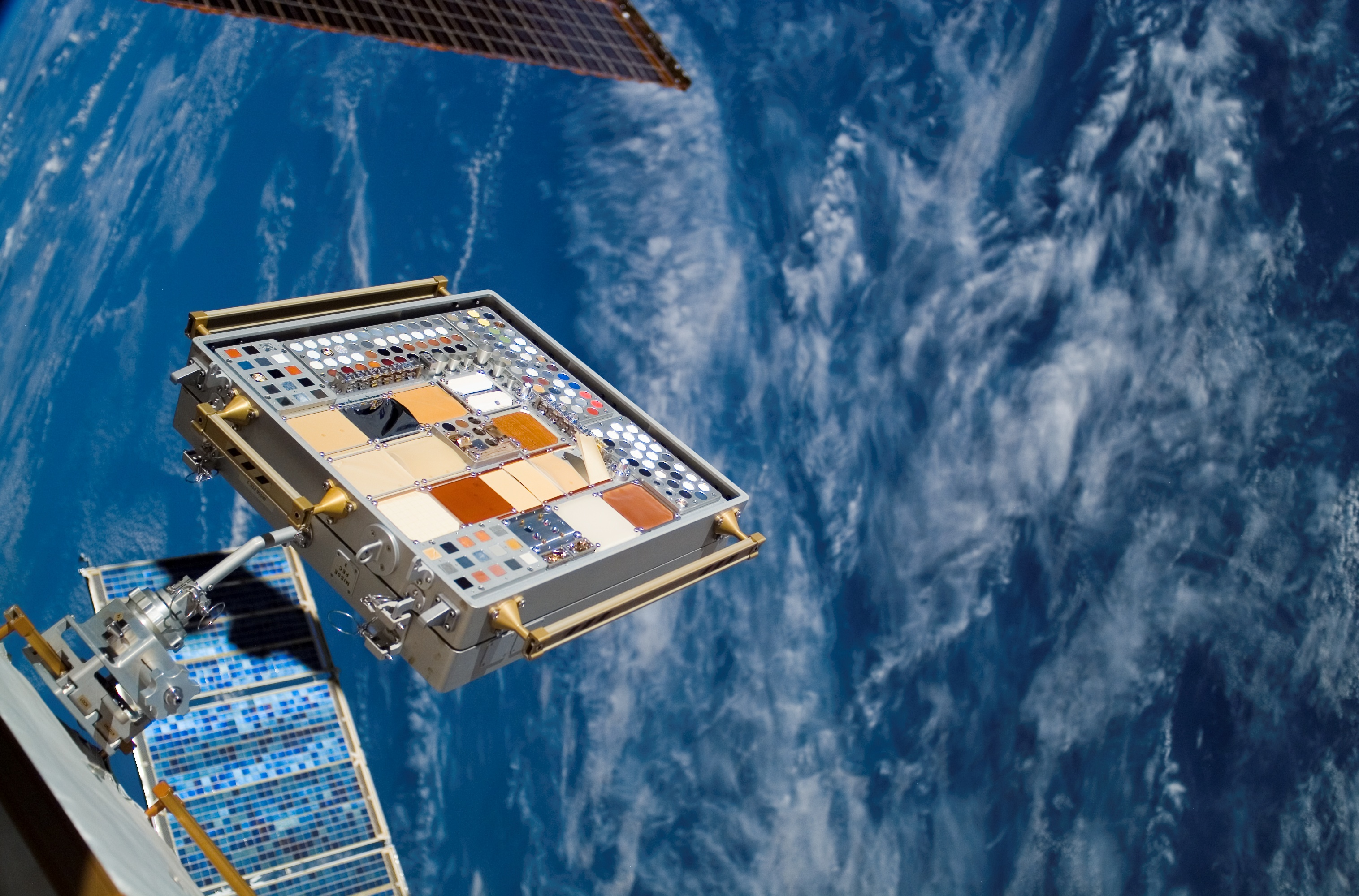
El MISSE-3 justo antes de se recuperación durante la STS-118.